# Морське чудовисько (мультфільм)
«Морське чудовисько» — це американський комп'ютерно-анімаційний пригодницький фільм 2022 року режисера Кріса Вільямса, сценарій був написаний разом із Нелл Бенджамін . Ролі озвучили Карл Урбан, Заріс-Ейнджел Хатор, Джаред Гарріс та Маріанн Жан-Батист .
Виготовлений Netflix Animation, а анімацію — Sony Pictures Imageworks, прокат фільму розпочався 24 червня 2022 року, на Netflix 8 липня. Фільм отримав позитивні відгуки критиків.

## Сюжет
Протягом століть морські чудовиська спливали на поверхню, щоб завдати шкоди людству. У відповідь моряки вирушають на своїх кораблях, щоб полювати на звірів. Найвідомою командою є «Неминучі»; на чолі з легендарним капітаном Кроу, його першою помічницею Сарою Шарп і прийомним сином Джейкобом Голландом. Їх фінансово підтримують Король і Королева Корони, які заснували видатне товариство під назвою «Три мости». Після того, як його ледь не вбили під час полювання, Кроу каже Джейкобу, що він зробить його капітаном, коли вони вб'ють звіра, відомого як Червоний Буревій, який забрав його око.
Екіпаж повертається до Трьох мостів, щоб отримати плату за свій останній улов, але Король і Королева кажуть, що незабаром їх замінить військово-морське судно під назвою «Імператор» на чолі з адміралом Горнаголдом, який продовжить полювання на морські звірі на своєму місці. Джейкоб пропонує дати його команді ще один шанс убити Червоного Буревія, щоб продовжити полювання на звірів від їхнього імені, якщо їм це вдасться, на що Король і Королева погоджуються. Після від'їзду команда виявляє, що дівчина-сирота на ім'я Мейсі Брамбл сховалася на кораблі, щоб приєднатися до них, натхненна зробити це своїми покійними батьками, які загинули під час полювання. Неминучий знаходить і атакує Буревія. Всупереч наказам Кроу, Джейкоб нерішуче дозволяє Мейсі перерізати мотузку, що з'єднує корабель із Буревієм, що рятує екіпаж, але дозволяє Червоному втекти. Розгніваний, Кроу тримає їх обох під прицілом і вимагає, щоб Джейкоб привів Мейсі до нього, перш ніж Буревій випливає з глибин і проковтне Мейсі та Джейкоба.
Буревій переносить Джейкоба та Мейзі на острів, населений іншими звірами. Мейсі виявляє, що Червоний Буревій не зла, і потоваришувала зі звіром, давши їй ім'я Червона. Мейсі починає вірити, що монстри насправді невинні істоти, проте Джейкоб заперечує дану думку. Вона також подружилася з меншою істотою, яку назвала Блакитний. Після того, як Червона рятує їх від великого звіра-краба, Джейкоб і Мейзі переконують її відвезти їх на острів Рам Пеппер, щоб вони могли знайти корабель аби повернутися до Трьох мостів.
Тим часом, вважаючи, що Джейкоб мертвий, Кроу впадає в жагу помсти і бажає вбити Червону. Він шукає літню торговцю на ім'я Гвен Баттербі, яка дає Кроу отруту, достатньо потужну, щоб убити Червону, а ще величезний гарпун. Перебуваючи на спині Червоної, Джейкоб і Мейзі зближуються з істотою та один з одним. Джейкоб повільно починає підтримувати віру Мейзі в невинність звірів і починає відмовлятися від своїх звичаїв мисливця. Вони досягають острова Рам Пеппер, але виявляють, що там стоять Імператор і Горнагольд. Червона атакує судно, яке обливає звіра градом із гармат, одна з яких поранила Мейсі. Перш ніж звір зможе вбити Горнаголд після того, як вона знищить Імператора, Джейкоб на мить зупинить її від цього. Червона помічає Неминучу і атакує, але в неї стріляють з гарпуна з отруйним наконечником і та ледь не гине, але Кроу тримає її живою достатньо довго, щоб принести її до Корони як трофей.
Мейсі вилікувалася, але потім була ув'язнена у своїй кімнаті на борту Неминучого, коли він прибув до Три мости з Червоною на буксирі. Блакитний звільняє Мейзі, і, помітивши, що знак Корони є в усіх книгах про морських звірів та їхніх мисливців, вона розуміє, що вони є пропагандою, створеною Короною, щоб розширити своє панування, і створіння діяли лише для самозахисту. На очах великого зібрання мирних жителів Кроу готується публічно стратити Червону, перш ніж його зупиняє Джейкоб. Кроу та Джейкоб борються, тоді як Мейсі та Шарп, який також починає вірити у світогляд Мейсі щодо звірів, звільняють Червону від її пут. Мейсі та Джейкоб переконують Червону пощадити Кроу, і вони згодом викривають Корону в її обмані. Королівство відмовляється від своїх переконань про звірів, включаючи Ворона.
Коли Червона та інші морські звірі залишилися наодинці, Мейсі, Джейкоб і Блакитний починають своє нове спільне життя як сім'я.

## Озвучка
- Карл Урбан — Джейкоб Голланд
- Заріс-Енджел Хейтор — Мейсі Брамбл
- Джаред Гарріс — капітан Кроу, командир відомого мисливського судна на морських звірів і батько Джейкоба
- Маріанн Жан-Батист — Сара Шарп, вірна подруга Кроу
- Джим Картер — Король
- Дун Макічан — Королева
- Ден Стівенс — адмірал Горнаголда, командир конкуруючого мисливського судна на морських звірів
- Кеті Берк — Гвен Баттербі, токсиколог
- Хелен Седлер — міс Меріно, боцман Кроу
  - Садлер також озвучив Матрону
- Шеннон Чан-Кент — Фен
- Макс Міттельман — молодий моряк

## Виробництво
5 листопада 2018 року Netflix оголосив, що Кріс Вільямс стане сценаристом і режисером анімаційного фільму «Джейкоб і морське чудовисько». Проте 7 листопада 2020 року фільм було перейменовано на «Морське чудовисько».
Анімаційні послуги надала компанія Sony Pictures Imageworks .

## Прем'єра
У березні 2022 року Netflix оголосив дату прем'єри — 8 липня 2022 року . Фільм вийшов у кінотеатрах AMC, Cinemark, Regal, Cineplex Entertainment та інших 24 червня 2022 року, перед його дебютом на Netflix 8 липня.

## Оцінка критиків
На веб-сайті агрегатора оглядів Rotten Tomatoes мультфільм набрав 94 % із 81 рецензій критиків є позитивними, середня оцінка 7,5/10. Консенсус веб-сайту говорить: «Оригінальна анімаційна історія, яка часто така ж смілива, як і її герої, „Морського чудовиська“ відправляє глядачів у подорож, яку варто здійснити». На Metacritic фільм отримав середньозважену оцінку 74 зі 100 на основі 16 критиків, із зазначенням схвальних відгуків.